# Martin Morlok

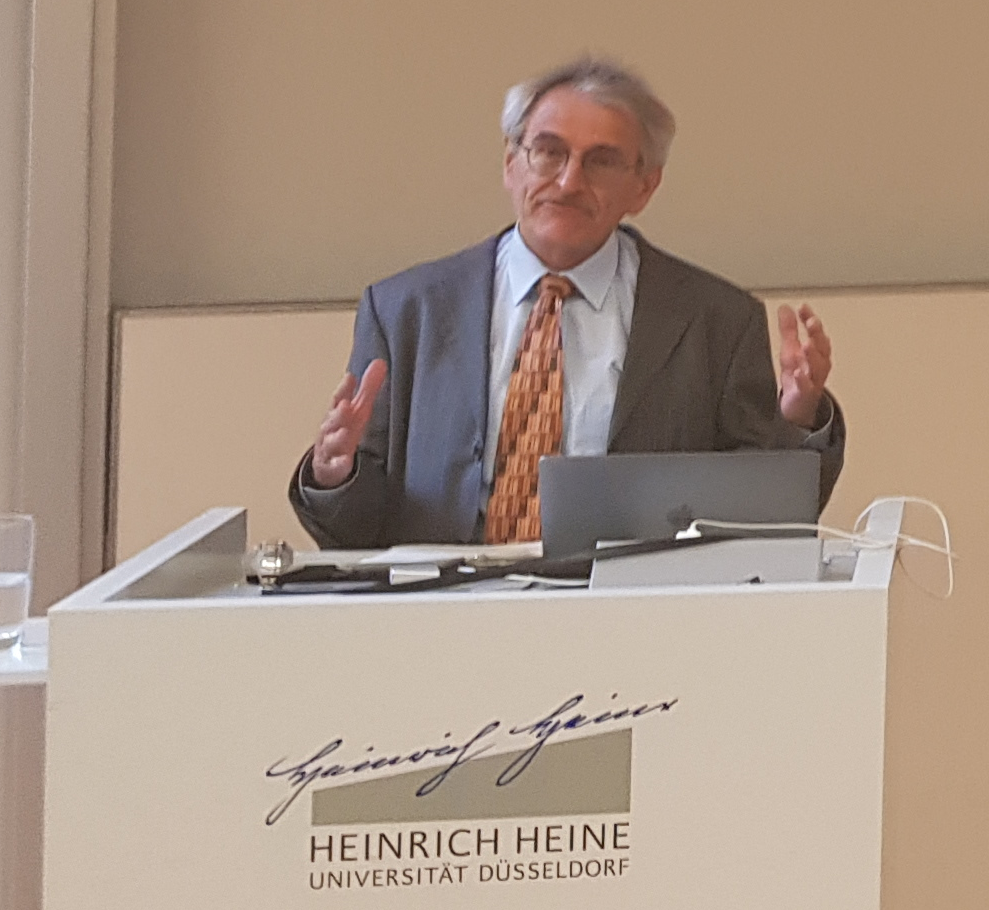
Martin Morlok, April 2018

Martin Morlok (* 28. März 1949 in Herrenberg) ist ein deutscher Rechtswissenschaftler. Von 2002 bis zu seinem Ruhestand 2018 war er ordentlicher Professor für Öffentliches Recht, Rechtstheorie und Rechtssoziologie an der Heinrich-Heine-Universität Düsseldorf.

## Leben
Nach dem Studium der Rechtswissenschaft und der Soziologie an den Universitäten Tübingen, Marburg, Gießen und an der University of California, Berkeley war Morlok von 1978 bis 1980 Assistent an der Juristischen Fakultät der Universität Augsburg bei Peter Häberle. Dort wurde Morlok 1986 promoviert. Anschließend war Morlok wissenschaftlicher Mitarbeiter am Lehrstuhl für Deutsches und Ausländisches Staatsrecht und Staatslehre an der Fernuniversität in Hagen bei Dimitris Th. Tsatsos; dort folgte 1991 auch die Habilitation.
Im selben Jahr erfolgte der Ruf als Professor für Öffentliches Recht an die ihm aufgrund seiner Assistentenzeit schon bekannte Universität Augsburg. Von 1993 bis 1997 war Morlok Inhaber des Lehrstuhls für Öffentliches Recht, Rechtstheorie und Rechtssoziologie der Friedrich-Schiller-Universität Jena. Rufe an die Universität der Bundeswehr in München sowie die Universität Rostock lehnte er ab. Es folgte daraufhin ein weiterer Ruf auf den Lehrstuhl für Öffentliches Recht, Rechtstheorie und Rechtssoziologie an der Fernuniversität in Hagen, an der Morlok ebenfalls schon als wissenschaftlicher Mitarbeiter tätig gewesen war. Damit verbunden war die Position eines Direktors des Instituts für Deutsches und Europäisches Parteienrecht. Im Jahre 2002 bat Morlok das nordrhein-westfälische Ministerium für Wissenschaft und Forschung, ihn von der Fernuniversität Hagen weg zur Juristischen Fakultät der Heinrich-Heine-Universität Düsseldorf zu versetzen, wo Morlok aufgrund einer zuvor bestehenden Kooperation der beiden Hochschulen schon tätig gewesen war. Dort besetzte er den Lehrstuhl für Öffentliches Recht, Rechtstheorie und Rechtssoziologie und fungierte zugleich als Direktor des Institut für Deutsches und Internationales Parteienrecht und Parteienforschung. Am 7. Oktober 2015 wurde Morlok in Speyer zum Vorsitzenden der Vereinigung der Deutschen Staatsrechtslehrer gewählt.
Ende Juli 2017 wurde Morlok in den Ruhestand versetzt, war danach am selben Lehrstuhl noch für ein weiteres Jahr als Lehrstuhlvertretung tätig. Im Oktober 2018 hielt er seine Abschiedsvorlesung zum Thema Die Gerechtigkeit des Rechts.
Morlok ist der Doktorvaters des georgischen Politikers Irakli Kobachidse, der als Parlamentspräsident und Premierminister in Georgien internationale Prominenz erlangt hat. Im April 2024 haben über 60 georgische Wissenschaftler und Vertreter der Zivilgesellschaft Martin Morlok zu einer öffentlichen Stellungnahme gegen „die repressive Politik und die antieuropäische Rhetorik“ seines ehemaligen Doktoranden aufgefordert. Im Juni 2024 wurde Morlok für seine mangelnde Distanzierung vom georgischen Repressionskurs auch öffentlich kritisiert.

## Schriften (Auswahl)
- mit Lothar Michael: Grundrechte. Nomos, Baden-Baden 2008.
- Selbstverständnis als Rechtskriterium. Mohr, Tübingen 1993.
- Was heisst und zu welchem Ende studiert man Verfassungstheorie? Duncker & Humblot, Berlin 1988.